# Sheldon Riley
Sheldon Hernandez (Sydney, Austrália, 14 de março de 1999), conhecido artisticamente como Sheldon Riley é um cantor australiano, que irá representar a Austrália no Festival Eurovisão da Canção 2022.

## Discografia

### Singles
- 2018 – Fire
- 2020 – More Than I
- 2021 – Left Broken
- 2021 – Again
- 2022 – Not the Same